# Alexandru Târnovan
Alexandru Târnovan (Bistrița, 27 juli 1995) is een Roemeens voormalig voetballer die doorgaans speelde als spits. Tussen 2013 en 2018 was hij actief voor Viitorul Constanța, Steaua Boekarest, Gaz Metan, Universitatea Cluj, Botoșani en FC Hermannstadt.

## Clubcarrière
Târnovan doorliep de jeugdopleiding bij Viitorul Constanța, waar hij in 2013 doorbrak in het eerste elftal. Zijn debuut maakte de aanvaller op 8 maart 2013; tijdens een 4–1 nederlaag op bezoek bij Gaz Metan. Hij mocht die wedstrijd drie minuten voor tijd invallen. Op 31 december 2013 maakte Târnovan de overstap naar Steaua Boekarest. Dat had hem daarvoor al vier maanden gehuurd en in de jeugd laten spelen. De club uit de hoofdstad betaalde driehonderdduizend euro voor zijn diensten. Ook kreeg Viitorul het vooruitzicht op twintig procent van het bedrag bij een eventuele doorverkoop. Het seizoen 2014/15 bracht Târnovan op huurbasis door in het shirt van Gaz Metan. In februari 2016 werd de Roemeen opnieuw verhuurd; nu nam Universitatea Cluj hem tijdelijk over. Na zijn terugkeer bij Steaua had die club hem niet meer nodig en hierop kwam hij zonder werkgever te zitten. Niet lang daarna werd Târnovan speler van Botoșani, waar hij zijn handtekening zette onder een verbintenis voor de duur van vier seizoenen. Na anderhalf jaar verliet de Roemeen de club, nadat beide partijen overeen kwamen tot contractontbinding. Hierop tekende hij binnen een week voor FC Hermannstadt. Een half jaar en een enkele competitiewedstrijd later vertrok hij, waarna hij besloot op drieëntwintigjarige leeftijd een punt te zetten achter zijn actieve loopbaan.